# Municipio de Montezuma (Illinois)
El municipio de Montezuma (en inglés: Montezuma Township) es un municipio ubicado en el condado de Pike en el estado estadounidense de Illinois. En el año 2010 tenía una población de 540 habitantes y una densidad poblacional de 6,05 personas por km².

## Geografía
Según la Oficina del Censo de los Estados Unidos, el municipio tiene una superficie total de 89.23 km², de la cual 87,41 km² corresponden a tierra firme y (2,04 %) 1,82 km² es agua.

## Demografía
Según el censo de 2010, había 540 personas residiendo. La densidad de población era de 6,05 hab./km². De los 540 habitantes, estaba compuesto por el 98,7 % blancos, el 0,19 % eran de otras razas y el 1,11 % eran de una mezcla de razas. Del total de la población el 0,74 % eran hispanos o latinos de cualquier raza.